# Цаликово
Цаликово (осет. Цæлыккатыхъæу) — село в Алагирском районе Республики Северная Осетия-Алания. Входит в состав Ногкауского сельского поселения. 

## География
Селение расположено на левом берегу речки Хайдон, в междуречье рек Ардон и Суадагдон. Находится 1,5 км к югу от центра сельского поселения Ногкау, в 5,5 км к северо-востоку от районного центра Алагир и в 38 км к северо-западу от Владикавказа. Средние высоты на территории села составляют 562 метров над уровнем моря. 

## История
Основано переселенцами из Ногкау, обосновавшимися чуть южнее села. 

## Население
| 2002 | 2010 | 2021 |
| ---- | ---- | ---- |
| 337  | ↗387 | ↘363 |